# Мухаммедов, Мухаммедкули Атамухаммедович
Мухаммедкули Атамухаммедович Мухаммедов (туркм. Muhammetguly Muhammedow; род. 1981, п. Бахарден, Ашхабадская область, Туркменская ССР, СССР) — туркменский государственный деятель. Министр финансов Туркменистана (2014—2017).

## Биография
Родился в 1981 году в п. Бахарден Ашхабадской области.
С 1994 по 1998 годы учился в государственной школе-интернате для особо одарённых детей имени Сапармурата Туркменбаши (Ашхабад). Призёр государственных олимпиад по математике среди школьников (3-е место в 1997 году, 2-е место в 1998 году).
В 2003 году с отличием окончил Университет Гази (Анкара, Турция) по специальности «экономист-менеджер».
Трудовую деятельность начал в 2003 году специалистом по кадрам. Работал на различных должностях в структурных подразделениях и отделах Государственного концерна «Туркменнебитгазгурлушык». 
Являлся ведущим специалистом, заведующим сектором экономического анализа и социальных вопросов отдела развития экономики Кабинета министров Туркменистана.
Заместитель министра финансов Туркменистана (июль 2013 — июль 2014). Заместитель управляющего Международным валютным фондом от Туркменистана.
Министр финансов Туркменистана (7 июля 2014 — 7 июля 2017). Управляющий Всемирным банком от Туркменистана. Национальный координатор от правительства Туркменистана по международной технической помощи Евросоюза.
Владеет английским, русским и турецким языками.

## Награды и звания
- Медаль «Махтумкули Фраги» (2014)
- Юбилейная медаль «Garaşsyz, Baky Bitarap Türkmenistan» (2015)
- Юбилейная медаль «Türkmenistanyň Garaşsyzlygynyň 25 ýyllygy» (2016)
- Кандидат в мастера спорта по шахматам.

## Семья
Отец — Ата Мухаммет Мухаммедов (03.01.1943 — 13.04.2017), заслуженный работник культуры Туркменистана.